# Хайнрих II (Бранденбург)
Вижте пояснителната страница за други личности с името Хайнрих II.
Хайнрих II Младши или Хайнрих „Детето“ (на немски: Heinrich II. von Brandenburg, der Jüngere, Heinrich das Kind, * ок. 1308, † юли 1320 в Бервалде) от род Аскани e като дете маркграф на Бранденбург от 1319 до 1320 г.
Хайнрих е единстният син на маркграф Хайнрих I от Бранденбург и Агнес Баварска, дъщеря на херцог Лудвиг II.
На единадесет години Хайнрих последва умрелия си бездетен братовчед Валдемар от Бранденбург като маркграф на Бранденбург. Померанският херцог Вартислав IV († 1326) води като опекун управлението в Бранденбург и прокарва интересите на Померания. Затова асканският роднина на Хайнрих херцог Рудолф I от Саксония-Витенберг се намесва и иска да получи опекунството. Крал Лудвиг IV, който е полубрат на майката на Хайнрих, обявява Хайнрих за пълнолетен, но отказва да му даде маркграфството Бранденбург.
Хайнрих умира през 1320 г. и така свършва бранденбургската линия на Асканите по мъжка линия. Крал Лудвиг IV дава маркграфството Бранденбург през 1323 г. на своя син Лудвиг V.